# اوهریتسه (ناحیه کرومیریژ)
اوهریتسه (به چکی: Uhřice) یک منطقهٔ مسکونی در جمهوری چک است که در ناحیه کرومیریژ واقع شده‌است. اوهریتسه ۳٫۱۱ کیلومتر مربع مساحت و ۱۹۴ نفر جمعیت دارد و ۲۴۶ متر بالاتر از سطح دریا واقع شده‌است.